# بایپس ذخیره مبهم
بایپس ذخیرهٔ مبهم(Speculative Store Bypass) نامی است که به یک آسیب‌پذیری سخت‌افزاری امنیتی و سود بردن از آن داده شده‌است به طوری که از ابهامات اجرایی مشابه آسیب‌پذیری‌های امنیتی Meltdown و Specter بهره‌برداری می‌کند. SSB بر روی ARM, AMD وخانوادهٔ پردازنده‌های Intel تأثیر می‌گذارد. این آسیب پذیری توسط پژوهشگران مرکز امنیتی Microsoft Security و(Google Project Zero (GPZ کشف شد. پس از انتشار در ۳ می ۲۰۱۸ به عنوان بخشی از یک گروه هشتایی نقص‌های نوع Spectre که قبلاً Spectre NG نام داشتند، برای اولین بار به عنوان "variant 4" در ۲۱ می ۲۰۱۸، به همراه یک آسیب‌پذیری ابهامات اجرایی طراحی شدهٔ مرتبط با ان به نام "Variant 3a" به عموم اعلام شد.

## جزئیات
Speculative execution exploit Variant 4( بهره جویی variant4 اجرای مبهم) به عنوان بایپس ذخیرهٔ مبهم(SSB) شناخته می‌شود و با CVE-2018-3639 مشخص شده‌است. با این که بایپس ذخیرهٔ مبهم Variant 4 نام گرفته، در حقیقت پنجمین Variant در آسیب پذیریهای نوع Spectre-Meltdown به‌شمار می‌رود.
مراحل استفاده:
با سرعت کم یک مقدار را در جایگاه حافظه ذخیره کنید.
به سرعت آن مقدار را از حافظه بارگذاری کنید.
از مقداری که خوانده شد برای ایجاد اختلال در cache به‌طور آشکاری استفاده کنید.

## تأثیر و مقابله با آن
اینتل ادعا می‌کند که مرورگرهایی که قبلاً برای مقابله با Spectre Variants 1 و ۲ تثبیت شده‌اند، به طوز جرئی در مقابل با Variant 4 محافظت می‌شوند. اینتل در بیانیه ای اظهار کرد که احتمال تأثیر کاربران نهایی از آن کم است و همچنین همهٔ حفاظت‌ها به‌طور پیش فرض به دلیل تأثیرگذاری بر عملکرد فعال نخواهند بود.
اینتل تصمیم دارد با Variant 4 با انتشار یک پچ میکروکد که یک پرچم جدید سخت‌افزاری به نام (Speculative Store Bypass Disable (SSBD ایجاد می‌کند، مقابله کند. اما هنوز موفق به ایجاد یک پچ میکروکد پایدار نشده‌است. اینتل اعلام کرده‌است که که پچ در «هفته‌های آتی» آماده می‌شود. بسیاری از فروشندگان سیستم عامل، به روز رسانی‌های نرم‌افزاری را برای مقابله Variant 4 عرضه خواهند کرد. اما به روز رسانی‌های میکروکد و فریم ورک برای به روز رسانی نرم‌افزار به دلیل اثرگذاری مورد نیاز اند.

## variants اجرای مبهم
| آسیب‌پذیری     | CVE       | نام بهره جو (کدهای مخرب) | نام آسیب‌پذیری عمومی               | CVSS v2.0 | CVSS v3.0 |
| ------------- | --------- | ------------------------ | --------------------------------- | --------- | --------- |
| Spectre       | ۲۰۱۷–۵۷۵۳ | Variant 1                | Bounds Check Bypass (BCB)         | ۴٫۷       | ۵٫۶       |
| Spectre       | ۲۰۱۷–۵۷۱۵ | Variant 2                | Branch Target Injection (BTI)     | ۴٫۷       | ۵٫۶       |
| Meltdown      | ۲۰۱۷–۵۷۵۴ | Variant 3                | Rogue Data Cache Load (RDCL)      | ۴٫۷       | ۵٫۶       |
| Spectre-NG    | ۲۰۱۸–۳۶۴۰ | Variant 3a               | Rogue System Register Read (RSRE) | ۴٫۷       | ۵٫۶       |
| Spectre-NG    | ۲۰۱۸–۳۶۳۹ | Variant 4                | Speculative Store Bypass (SSB)    | ۴٫۹       | ۵٫۵       |
| Spectre-NG    | ۲۰۱۸–۳۶۶۵ |                          | Lazy FP State Restore             | ۴٫۷       | ۵٫۶       |
| Spectre-NG    | ۲۰۱۸–۳۶۹۳ |                          | Bounds Check Bypass Store (BCBS)  | ۴٫۷       | ۵٫۶       |
| Foreshadow    | ۲۰۱۸–۳۶۱۵ | Variant 5                | L1 Terminal Fault (L1TF)          | ۵٫۴       | ۶٫۴       |
| Foreshadow-NG | ۲۰۱۸–۳۶۲۰ |                          |                                   | ۴٫۷       | ۵٫۶       |
| Foreshadow-NG | ۲۰۱۸–۳۶۴۶ |                          |                                   | ۴٫۷       | ۵٫۶       |